# Sandra McCoy

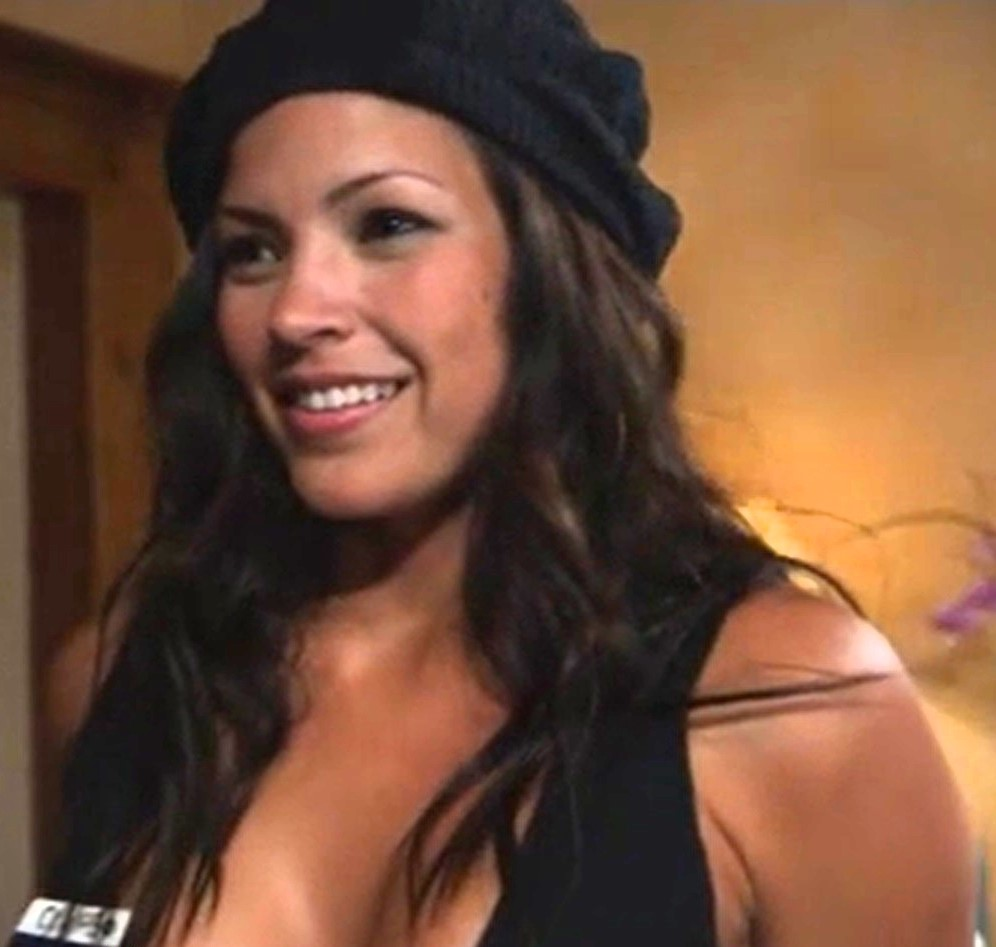
Sandra McCoy, 2010

Sandra McCoy (* 14. August 1979 in Santa Clara, Kalifornien; gebürtig Sandra Christina McCoy) ist eine US-amerikanische Schauspielerin.

## Leben und Leistungen
Der Vater von McCoy war ein Computerexperte, ihre Mutter arbeitete als Lehrerin an einer High School. McCoy schloss als Bachelor ein Studium der Psychologie an der Santa Clara University ab. Sie debütierte in einer Folge der Fernsehserie The Wayne Brady Show aus dem Jahr 2001. In den Jahren 2002 und 2003 unterstützte sie als Cheerleader die Mannschaft Los Angeles Lakers. In den folgenden Jahren übernahm sie Gastauftritte in unterschiedlichen Fernsehserien wie O.C., California und Two and a Half Men.
In der Komödie Nix wie raus aus Orange County aus dem Jahr 2002 spielte McCoy an der Seite von John Lithgow, Lily Tomlin und Chevy Chase eine kleine Nebenrolle. Im Erotikthriller Wild Things 3 (2005) übernahm sie eine der Hauptrollen. Größere Rollen spielte sie im Horrorfilm Cry_Wolf (2005) und in der Komödie Horror High (2005).
McCoy war mit dem Schauspieler Jared Padalecki verlobt.

## Filmografie (Auswahl)
- 2002: Hot Chick – Verrückte Hühner (The Hot Chick)
- 2004: Cinderella Story (A Cinderella Story)
- 2005: Wild Things 3
- 2005: Cry_Wolf
- 2005: Crash Landing
- 2006: Two and a Half Men (Fernsehserie, Folge 4x01)
- 2007: House of Fears
- 2007: Supernatural (Fernsehserie, Folge 3x05)